# Primärområde
Primärområde är i Göteborgs kommun en beteckning på en gruppering av ett antal basområden. De används för planering av kommunala verksamheter som har geografiska upptagningsområden. Sedan två primärområden på Hisingen delades 2012 är antalet 96. Områdena är skapade så att de bildar naturliga grannskap med i genomsnitt 5 000 invånare.
För statistiska ändamål tog kommunen i slutet på 1950-talet fram en indelning i basområden. Ett basområde var då ett befolkningsmått, ett område där det bodde 400 personer. Flera basområden samlas ihop i ett primärområde. Primärområdena är i uppdelade i omkring 1 000 basområden. Indelningen ses över och revideras vid behov vart femte år. Primärområdena i sin tur samlas ihop till mellanområden och vidare till stadsområden. Innan indelningen i bas- och primärområden användes en indelning i 83 stadsdelar. När stadsdelsnämndsområdena infördes 1990, övergick stadsdelarna till att främst utgöra gränsdragningar av fastigheter. Namnen på stadsdelarna lever formellt vidare.
Till och med den 31 december 2020 var Göteborgs kommun indelad i tio stadsdelsnämndsområden, som vart och ett bestod av mellan 6 och 13 primärområden.
Ett antal primärområden bildar Mellanområden, vilka anpassats för stadsdelsnämndernas verksamheter. De finns upprättade, dels enligt den gamla stadsdelsnämndsorganisationen för åren 2017–2020, och dels enligt den nya organisationen från och med 2021. Den äldre indelningen uppdelades inte med statistik efter 2020.
Inom Stockholms kommun motsvaras beteckningen primärområde av beteckningen stadsdel och stadsdelsnämndsområde motsvaras av beteckningen stadsdelsområde.

## Göteborgs primärområden, sedan 2021
Primärområden uppdelade efter stadsområden (SO), sedan den 1 januari 2021:
| 1 Nordost | 2 Centrum | 3 Sydväst | 4 Hisingen |
| --- | --- | --- | --- |
| - Agnesberg - Angereds Centrum - Bergum - Eriksbo - Gamlestaden - Gunnilse - Gårdstensberget - Hammarkullen - Hjällbo - Linnarhult - Lövgärdet - Norra Kortedala - Rannebergen - Södra Kortedala - Utby - Västra Bergsjön - Östra Bergsjön | - Annedal - Bagaregården - Björkekärr - Guldheden - Haga - Heden - Härlanda - Inom Vallgraven - Johanneberg - Kallebäck - Krokslätt - Kungsladugård - Kålltorp - Kärralund - Landala - Lorensberg - Lunden - Majorna - Masthugget - Olivedal - Olskroken - Redbergslid - Sanna - Skår - Stampen - Stigberget - Torpa - Vasastaden - Änggården - Överås | - Askim - Billdal - Bratthammar - Fiskebäck - Flatås - Frölunda Torg - Grevegården - Grimmered - Guldringen - Hagen - Hovås - Högsbo - Högsbohöjd - Högsbotorp - Järnbrott - Kannebäck - Kaverös - Långedrag - Näset - Ruddalen - Skattegården - Södra Skärgården - Tofta - Ängås - Önnered | - Arendal - Backa - Björlanda - Brunnsbo - Eriksberg - Hjuvik - Jättesten - Kvillebäcken - Kyrkbyn - Kärra - Kärrdalen - Lindholmen - Länsmansgården - Nolered - Norra Biskopsgården - Rambergsstaden - Rödbo - Skogome - Skälltorp - Slättadamm - Svartedalen - Säve - Södra Biskopsgården - Tuve |

## Tidigare uppdelningar
Primärområden uppdelade efter stadsdelsnämndsområde, åren 2011–2020:

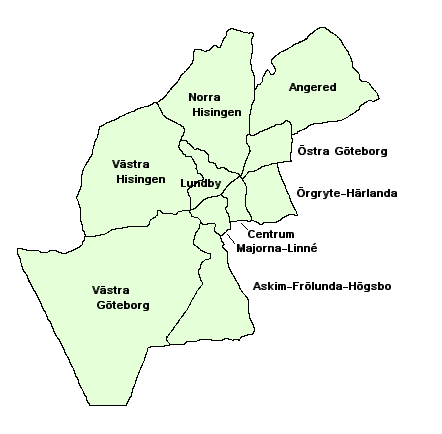
Göteborgs stadsdelsnämnder under perioden 1 januari 2011 – 31 december 2020.

| Nordost | Centrum | Sydväst | Hisingen |
| --- | --- | --- | --- |
| - Angered - Angereds Centrum - Agnesberg - Bergum - Eriksbo - Gårdstensberget - Gunnilse - Hammarkullen - Hjällbo - Linnarhult - Lövgärdet - Rannebergen - Östra Göteborg - Gamlestaden - Norra Kortedala - Södra Kortedala - Utby - Västra Bergsjön - Östra Bergsjön | - Centrum - Guldheden - Heden - Inom Vallgraven - Johanneberg - Krokslätt - Landala - Lorensberg - Stampen - Vasastaden - Majorna-Linné - Annedal - Haga - Kungsladugård - Majorna - Masthugget - Olivedal - Sanna - Stigberget - Änggården - Örgryte-Härlanda - Bagaregården - Björkekärr - Härlanda - Kallebäck - Kålltorp - Kärralund - Lunden - Olskroken - Redbergslid - Skår - Torpa - Överås | - Askim-Frölunda-Högsbo - Askim - Billdal - Flatås - Frölunda Torg - Hovås - Högsbo industriområde - Högsbohöjd - Högsbotorp - Järnbrott - Kaverös - Ruddalen - Tofta - Västra Göteborg - Bratthammar - Fiskebäck - Grevegården - Grimmered - Guldringen - Hagen - Kannebäck - Långedrag - Näset - Skattegården - Södra Skärgården - Ängås - Önnered | - Lundby - Eriksberg - Kvillebäcken - Kyrkbyn - Kärrdalen - Lindholmen - Rambergsstaden - Slättadamm - Norra Hisingen - Backa - Brunnsbo - Kärra - Rödbo - Skogome - Skälltorp - Säve - Tuve - Västra Hisingen - Arendal - Björlanda - Hjuvik - Jättesten - Länsmansgården - Nolered - Norra Biskopsgården - Svartedalen - Södra Biskopsgården |